# Surgana
Surgana é uma vila no distrito de Nashik, no estado indiano de Maharashtra.

## Geografia
Surgana está localizada a 20° 34′ N, 73° 37′ L. Tem uma altitude média de 533 metros (1748 pés).

## Demografia
Segundo o censo de 2001, Surgana tinha uma população de 6144 habitantes. Os indivíduos do sexo masculino constituem 54% da população e os do sexo feminino 46%. Surgana tem uma taxa de literacia de 70%, superior à média nacional de 59.5%: a literacia no sexo masculino é de 75% e no sexo feminino é de 64%. Em Surgana, 13% da população está abaixo dos 6 anos de idade.